# Забор'є (Бокситогорський район)
Забор'є (рос. Заборье) — селище Бокситогорського району Ленінградської області Росії. Є адміністративним центром Лідського сільського поселення .
Населення — 1 178 осіб (2010), 1 211 осіб (2012 рік).